# 毛果猪屎豆
毛果猪屎豆（学名：Crotalaria bracteata）为豆科猪屎豆属下的一个种。

## 扩展阅读
- 維基物種上的相關：毛果猪屎豆